# Sandra Eie
Sandra Eie, née le 14 novembre 1995 est une skieuse acrobatique norvégienne.

## Palmarès

### Championnats du monde
- Championnats du monde 2023 : 
  -  Médaille d'argent en big air.

### Coupe du monde
- 1 podium.